# Maçarico-pernilongo
O maçarico-pernilongo ou pilrito-pernilongo  (Calidris himantopus) é uma ave limícola da família Scolopacidae.

## Taxonomia
Esse maçarico apresenta alguma semelhança com os maçaricos do gênero Calidris. Informações obtidas por meio de sequenciamento de DNA não foram capazes de determinar se a espécie deveria ser classificada em Calidris ou no gênero monotípico Micropalama. Parece ter como parente mais próximo o maçarico-de-bico-curvo, outra espécie de aparência diferente das demais e classificada em Calidris apenas de modo provisório. Ambas poderiam teoricamente ser classificadas, separadas das demais, no gênero Erolia.

### Etimologia
O nome científico é derivado do grego antigo. O nome do gênero, kalidris ou skalidris, é um termo usado por Aristóteles para algumas aves de coloração acinzentada que vivem à beira-d’água. O epíteto específico himantopus significa "de pés longos" ou "pernalta".

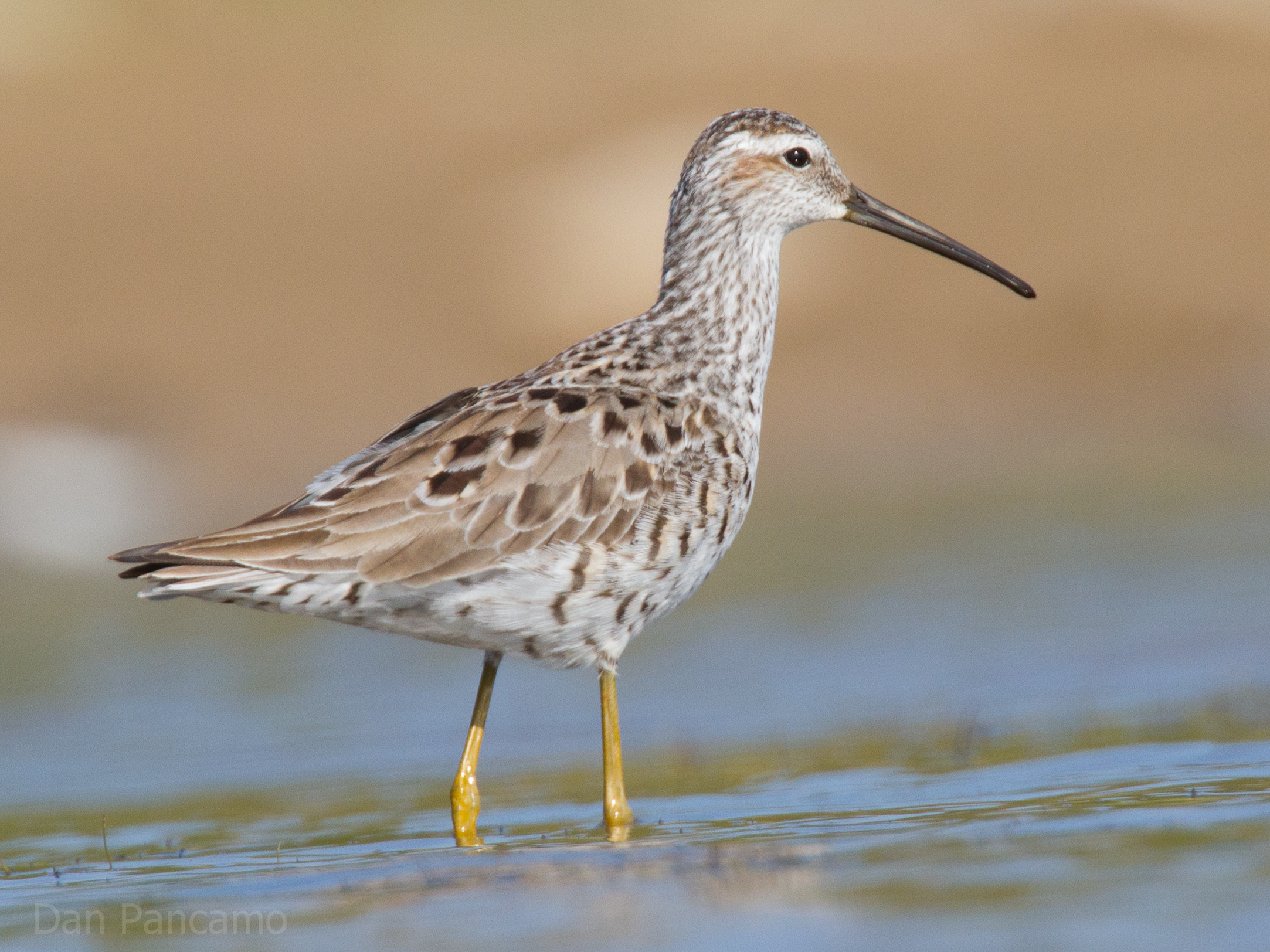
Maçarico-pernilongo em Quintana, Texas

## Descrição
O maçarico-pernilongo mede entre 20 e 23 cm de comprimento, pesa entre 50 e 70 g e tem uma envergadura de asas de até 41 cm. Essa espécie assemelha-se ao maçarico-de-bico-curvo com seu bico curvado, pescoço longo e supercílio e uropígio brancos. Contudo, pode ser prontamente diferenciado desta espécie pelas suas pernas muito maiores e muito mais claras, característica que origina tanto o seu nome científico quanto o seu nome popular. Os adultos com plumagem de reprodução têm a parte de baixo do corpo fortemente barrada e têm manchas avermelhadas por cima e por baixo do supercílio. As costas são marrons com os centros das penas mais escuros. A plumagem de inverno é basicamente cinza por cima e branca por baixo.
Os juvenis são semelhantes aos adultos quanto às fortes marcas cinza na cabeça, mas não são barrados por baixo e apresentam bordas brancas nas penas das costas.

## Distribuição e habitat
O maçarico-pernilongo se reproduz na tundra ártica da América do Norte. É uma ave que realiza grandes migrações, invernando principalmente no norte da América do Sul. É um vagante raro no oeste da Europa, no Japão e no norte da Austrália.

## Reprodução
Essa espécie se reproduz no chão, pondo três ou quatro ovos. O macho tem um voo de exibição. Fora da época de reprodução, esta ave é mais encontrada nas águas interiores do que na costa aberta.

## Alimentação
Esses pássaros forrageiam na lama, caçando com a visão, muitas vezes espetando como as aves do gênero Limnodromus, com as quais muitas vezes se associam. Alimentam-se principalmente de insetos e outros invertebrados.